# 筒井敏行
筒井 敏行（つつい としゆき、1942年7月12日 - ）は、日本の政治家。香川県木田郡三木町出身。
香川県議会議員、三木町議会議員、三木町長（2期）などを歴任した。

## 来歴
香川大学商業短期大学部卒業。1983年（昭和58年）4月の三木町議会議員選挙に初当選した。1987年（昭和62年）、自由民主党に入党。
1991年（平成3年）、香川県議会議員に初当選。2006年（平成18年）から2007年（平成19年）まで県議会議長を務めた。
2010年（平成22年）10月10日に行われた三木町長選挙に出馬。石原收町長の妹婿で香川県庁職員の泉浩二ら2候補を破り、初当選した。10月23日、町長就任。
2014年（平成26年）、無投票で再選。
2015年（平成27年）1月1日付で元参議院議員の植松恵美子を副町長に任命した。
同年3月14日、前年12月の衆議院選挙で民主党候補の玉木雄一郎を応援したとして、自民党香川県連から除名処分を受けた。
2017年（平成29年）8月、同年の2月に酒気帯び運転で現行犯逮捕された町上下水道課係長の公判に際し、その減刑のための嘆願署名に参加していた事が発覚した。署名数は本人もさることながら副町長の植松および町教育長を含む町職員の4分の1にあたる120人分にのぼり、自らも署名したことに関しては「罪を憎んで人を憎まず」とコメントするが、当該事件を担当する検察側からは「強い違和感を覚える」とのコメントを返される。同月の下旬に嘆願書の存在が報道されると町の内外から批判が殺到し1週間に300件近くの苦情と抗議が町に寄せられる事となり、のちに「個人としての心情によるもの」「職員は子どものようなもの」「子を思う親の気持ちが強すぎた」と釈明し「住民の皆さまの信頼回復に全力を挙げて取り組んでまいります」とした。なお当該の裁判は懲役8月・執行猶予2年の判決となり、同職員は地方公務員法の規定に従い判決の当日に失職となった。
2018年（平成30年）6月25日、任期満了に伴う町長選に出馬せず引退すると発表した。
2019年、旭日中綬章受章。